# Anthony Fernandes

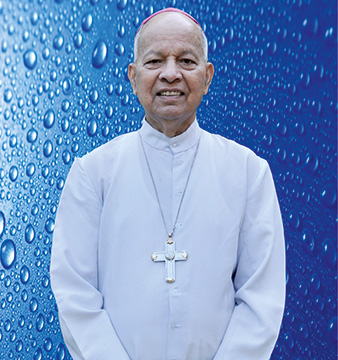
Anthony Fernandes, 2023

Anthony Fernandes (* 6. Juli 1936 in Kalathur; † 3. Februar 2023 in Delhi) war ein indischer Geistlicher und römisch-katholischer Bischof von Bareilly.

## Leben
Anthony Fernandes besuchte die Don Bosco School in Shriva und das Knabenseminar St. Paul's Minor Seminar in Lucknow. Nach seinen  philosophischen und theologischen Studien im St. Joseph's Regional Seminary in Allahabad empfing er am 2. Dezember 1964 während des Eucharistischen Kongresses in Mumbai die Priesterweihe. Er war als Seelsorger in Varanasi und Gorakhpur tätig, später auch Generalvikar im Bistum Varanasi.
Papst Johannes Paul II. ernannte ihn am 19. Januar 1989 zum ersten Bischof des mit gleichem Datum errichteten Bistums Bareilly. Die Bischofsweihe spendete ihm der Erzbischof von Agra, Cecil DeSa, am 29. März desselben Jahres in der St. Alphonsus-Kathedrale in Bareilly; Mitkonsekratoren waren Patrick Paul D’Souza, Bischof von Varanasi, und Isidore Fernandes, Bischof von Allahabad.
Am 11. Juli 2014 nahm Papst Franziskus seinen altersbedingten Rücktritt an. Er starb am 3. Februar 2023 im Alter von 86 Jahren in Delhi.

## Einzelnachweis
1. 1 2  Bishop emeritus of Bareilly Anthony Fernandes passes away. In: daijiworld.com/. 3. Februar 2023, abgerufen am 3. Februar 2023 (englisch).

| Vorgänger | Amt                            | Nachfolger       |
| --------- | ------------------------------ | ---------------- |
| —         | Bischof von Bareilly 1989–2014 | Ignatius D’Souza |

| Personendaten    | Personendaten                                                       |
| ---------------- | ------------------------------------------------------------------- |
| NAME             | Fernandes, Anthony                                                  |
| KURZBESCHREIBUNG | indischer Geistlicher und römisch-katholischer Bischof von Bareilly |
| GEBURTSDATUM     | 6. Juli 1936                                                        |
| GEBURTSORT       | Kalathur, Indien                                                    |
| STERBEDATUM      | 3. Februar 2023                                                     |
| STERBEORT        | Delhi, Indien                                                       |